# Таунга (гора, Хабаровский край)
Таунга — одна из горных вершин Сихотэ-Алиня, на Дальнем Востоке России.
Гора расположена на территории современного Хабаровского края, на северо-западной границе государственного природного заказника краевого значения «Мопау». По вершине горы проходит административная граница Нанайского и Ванинского муниципальных районов и водораздел рек, впадающих в Амур (текущих с востока на запад) и в Японское море (текущих с запада на восток). Гора получила название по названию малой речки Таунга, которая здесь начинается. Таунга - приток реки Гоббили.
Высота — 1458,5 метра над уровнем моря. Склоны покрыты смешанным лесом и темнохвойной тайгой, на высоте более 1300 метров - каменистые осыпи с обширными зарослями кедрового стланника.